# IISO

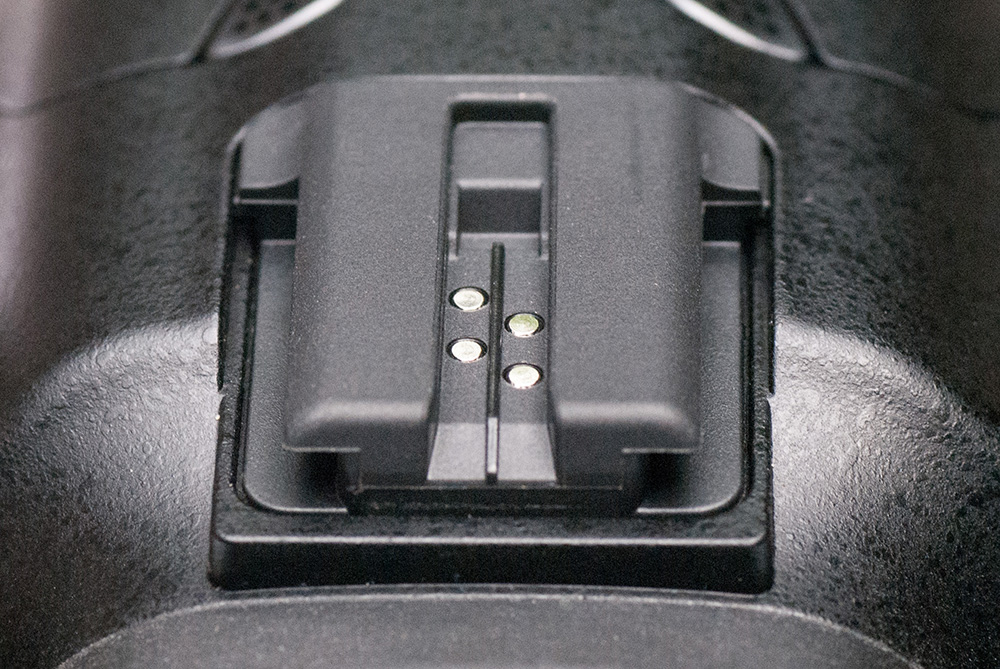
Stopka iISO w Sony α77

iISO (intelligent ISO, znane również jako stopka akcesoriów z automatyczną blokadą) to rodzaj złącza lamp błyskowych będący alternatywą dla gorącej stopki pozwalający na zamocowanie lampy oraz jej wyzwalanie z poziomu korpusu wraz z kontrolą nad mocą błysku i trybem wyzwalania lampy. Złącze wyróżnia się czterema kontaktami oraz odwróconą (względem zwykłej gorącej stopki) budową w której złącze wchodzi w lampę błyskową i zabezpieczane jest zatrzaskiem w stopce.
Złącze zostało wprowadzone przez firmę Minolta w 1988 roku i stosowano je zarówno w lustrzankach, jak i aparatach kompaktowych. Opatentowano je w roku 1982 w Japonii, oraz w 1992 w Stanach Zjednoczonych. Następnie wraz z połączeniem firm stopka iISO była stosowana przez koncern Konica Minolta. Obecnie Sony nazywa to złącze stopką akcesoriów z automatyczną blokadą i używało jej w aparatach z serii Sony Alfa, zastępując ją później stopką Multi Interface.

## Kontakty
Stopka iISO posiada 4 kontakty o następujących funkcjach:
| Pin             | Kolor przewodu | Wersja analogowa | Wersja cyfrowa                       |
| --------------- | -------------- | ---------------- | ------------------------------------ |
| F3 (lewa-góra)  | czarny         | TTL OK           | Zegar                                |
| F2 (prawa-góra) | biały          | Gotowy           | Dwukierunkowy seryjny przesył danych |
| G (lewy-dół)    | niebieski      | Uziemienie       | Uziemienie                           |
| F1              | czerwony       | Wyzwolenie lampy | --                                   |

## Kompatybilność lamp błyskowych
Lustrzanki wyposażone w stopkę iISO są kompatybilne ze wszystkimi lampami korzystającymi z tej samej stopki, jednak w starszych lampach nie można korzystać z Advanced Distance Integration. Większość lamp Minolty również nie pozwala na zdalne wyzwalanie, tylko lampy zaprezentowane po roku 2000 mają taką funkcję.
Stosowanie lamp używających standardowej gorącej stopki możliwe jest tylko przy użyciu adapterów zakładanych na stopkę iISO. Możliwe jest wtedy jedynie wyzwalanie lampy z pełną mocą, lub stosowanie adapterów do zdalnego wyzwalania lamp. Należy także zwracać uwagę na napięcie wyzwalania lampy, ponieważ niektóre adaptery nie posiadają bezpieczników zapobiegającym przepaleniu elektroniki w aparacie.